# 中華民國內閣列表
- 關於行憲前的內閣，請見「南京临时政府内阁”和“中华民国北京政府内阁列表”和“中華民國國民政府內閣列表」。
- 關於中華民國建國以來的歷任政府首腦，請見「中華民國政府首腦列表」。

以下列出中華民國行憲後迄今的歷任內閣。此處指的「行憲」，以中華民國第一任總統、副總統於民國37年（1948年）5月20日開始依《中華民國憲法》執行職務後，其任命的內閣首長－行政院院長就任作為起始點。

## 內閣列表
| 任數   | 內閣             | 在任時間                      | 在任天數 | 行政院院長 | 政黨       | 時任總統              |
| ------ | ---------------- | ----------------------------- | -------- | ---------- | ---------- | --------------------- |
| 1      | 翁文灝內閣       | 1948年5月31日－1948年12月22日 | 206天    | 翁文灝     | 中國國民黨 | 蔣中正                |
| 2      | 第二次孫科內閣   | 1948年12月22日－1949年3月21日 | 90天     | 孫科       | 中國國民黨 | 蔣中正→李宗仁（代理） |
| 3      | 何應欽內閣       | 1949年3月21日－1949年6月12日  | 83天     | 何應欽     | 中國國民黨 | 李宗仁（代理）        |
| 4      | 閻錫山內閣       | 1949年6月12日－1950年3月12日  | 274天    | 阎锡山     | 中國國民黨 | 李宗仁（代理）→蔣中正 |
| 遷臺後 |                  |                               |          |            |            |                       |
| 5      | 第一次陳誠內閣   | 1950年3月12日－1954年6月1日   | 1543天   | 陳誠       | 中國國民黨 | 蔣中正                |
| 6      | 俞鴻鈞內閣       | 1954年6月1日－1958年7月15日   | 1506天   | 俞鴻鈞     | 中國國民黨 | 蔣中正                |
| 7      | 第二次陳誠內閣   | 1958年7月15日－1963年12月15日 | 1980天   | 陳誠       | 中國國民黨 | 蔣中正                |
| 8      | 嚴家淦內閣       | 1963年12月16日－1972年6月1日  | 3091天   | 嚴家淦     | 中國國民黨 | 蔣中正                |
| 9      | 蔣經國內閣       | 1972年6月1日－1978年5月20日   | 2181天   | 蔣經國     | 中國國民黨 | 蔣中正→嚴家淦（繼任） |
| 10     | 孫運璿內閣       | 1978年6月1日－1984年6月1日    | 2193天   | 孫運璿     | 中國國民黨 | 蔣經國                |
| 11     | 俞國華內閣       | 1984年6月1日－1989年6月1日    | 1827天   | 俞國華     | 中國國民黨 | 蔣經國→李登輝（繼任） |
| 12     | 李煥內閣         | 1989年6月1日－1990年6月1日    | 366天    | 李煥       | 中國國民黨 | 李登輝                |
| 13     | 郝柏村內閣       | 1990年6月1日－1993年2月27日   | 1003天   | 郝柏村     | 中國國民黨 | 李登輝                |
| 14     | 連戰內閣         | 1993年2月27日－1997年9月1日   | 1648天   | 連戰       | 中國國民黨 | 李登輝                |
| 15     | 蕭萬長內閣       | 1997年9月1日－2000年5月20日   | 993天    | 蕭萬長     | 中國國民黨 | 李登輝                |
| 16     | 唐飛內閣         | 2000年5月20日－2000年10月5日  | 189天    | 唐飛       | 中國國民黨 | 陳水扁                |
| 17     | 第一次張俊雄內閣 | 2000年10月5日－2002年2月1日   | 485天    | 張俊雄     | 民主進步黨 | 陳水扁                |
| 18     | 游錫堃內閣       | 2002年2月1日－2005年2月1日    | 1097天   | 游錫堃     | 民主進步黨 | 陳水扁                |
| 19     | 謝長廷內閣       | 2005年2月1日－2006年1月25日   | 359天    | 謝長廷     | 民主進步黨 | 陳水扁                |
| 20     | 第一次蘇貞昌內閣 | 2006年1月25日－2007年5月21日  | 482天    | 蘇貞昌     | 民主進步黨 | 陳水扁                |
| 21     | 第二次張俊雄內閣 | 2007年5月21日－2008年5月20日  | 366天    | 張俊雄     | 民主進步黨 | 陳水扁                |
| 22     | 劉兆玄內閣       | 2008年5月20日－2009年9月10日  | 479天    | 劉兆玄     | 中國國民黨 | 馬英九                |
| 23     | 吳敦義內閣       | 2009年9月10日－2012年2月6日   | 880天    | 吳敦義     | 中國國民黨 | 馬英九                |
| 24     | 陳冲內閣         | 2012年2月6日－2013年2月17日   | 378天    | 陳冲       | 中國國民黨 | 馬英九                |
| 25     | 江宜樺內閣       | 2013年2月18日－2014年12月8日  | 659天    | 江宜樺     | 中國國民黨 | 馬英九                |
| 26     | 毛治國內閣       | 2014年12月8日－2016年1月31日  | 420天    | 毛治國     | 中國國民黨 | 馬英九                |
| 27     | 張善政內閣       | 2016年2月1日－2016年5月20日   | 109天    | 張善政     | 無黨籍     | 馬英九                |
| 28     | 林全內閣         | 2016年5月20日－2017年9月8日   | 476天    | 林全       | 無黨籍     | 蔡英文                |
| 29     | 賴清德內閣       | 2017年9月8日－2019年1月14日   | 493天    | 賴清德     | 民主進步黨 | 蔡英文                |
| 30     | 第二次蘇貞昌內閣 | 2019年1月14日－2023年1月31日  | 1477天   | 蘇貞昌     | 民主進步黨 | 蔡英文                |
| 31     | 陳建仁內閣       | 2023年1月31日－2024年5月20日  | 475天    | 陳建仁     | 民主進步黨 | 蔡英文                |
| 32     | 卓榮泰內閣       | 2024年5月20日－現任           |          | 卓榮泰     | 民主進步黨 | 賴清德                |